# Frederic Hormuth

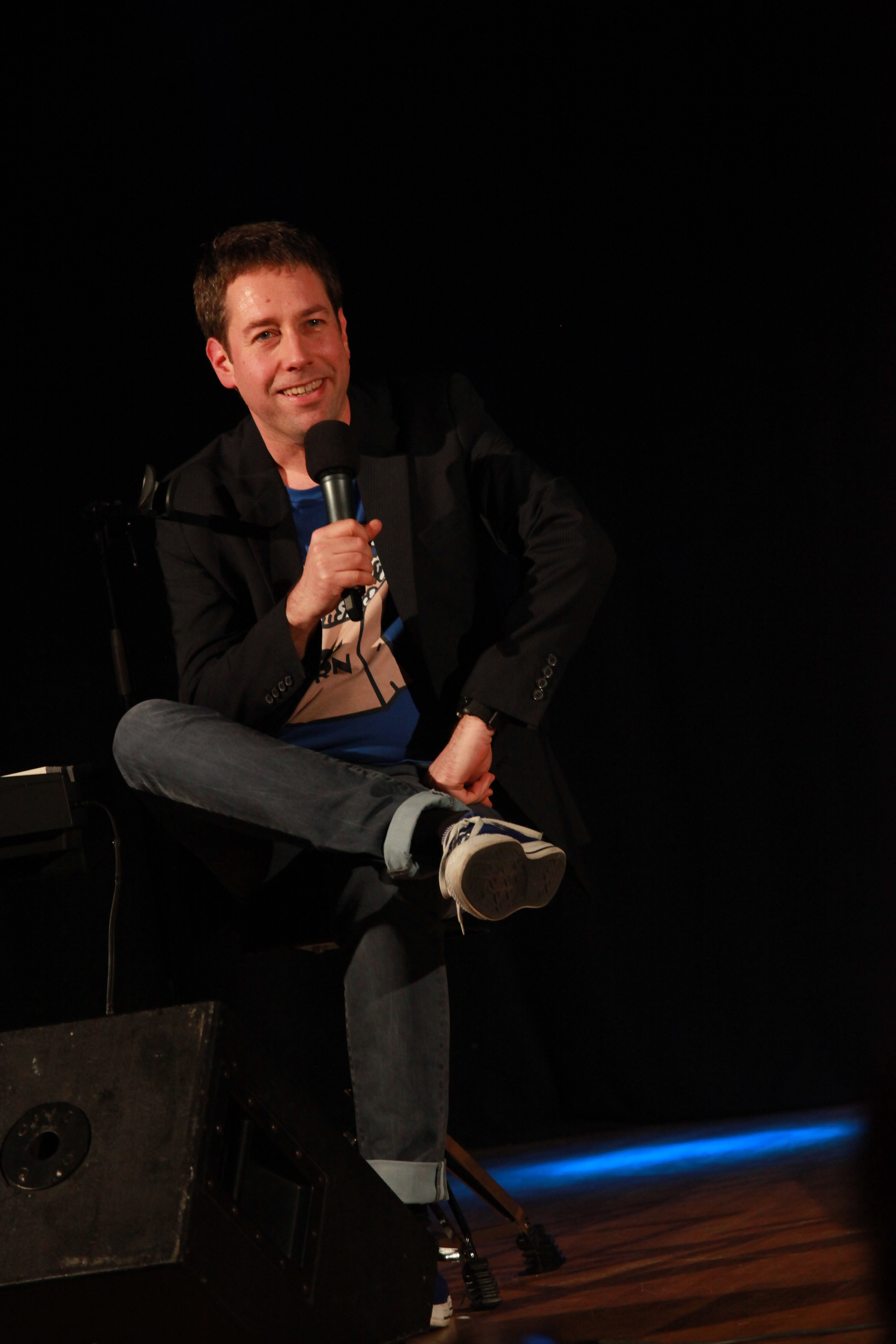
Frederic Hormuth bei einem seiner Auftritte, 2013

Frederic Hormuth (* 1. November 1968 in Mannheim) ist ein deutscher Kabarettist, Musiker und Autor.

## Leben
Nach dem Abitur und Zivildienst machte Hormuth eine Ausbildung zum Tontechniker. Das folgende Studium der Germanistik und Anglistik beendete er frühzeitig, um Ende der neunziger Jahre hauptberuflich in die Kabarett-Szene einzusteigen. Die Mannheimer Kleinkunstbühne Klapsmühl’ am Rathaus entwickelte sich zu seiner Stammbühne. Nachdem er einige Kleinkunstpreise gewonnen hatte, folgten weitere Erfolge sowohl als Kabarettist wie auch als Kabarett-Autor und Regisseur.
Frederic Hormuth ist verheiratet und lebt in Heppenheim an der Bergstraße.

## Werdegang
Während seines Studiums begann Frederic Hormuth mit ersten Auftritten als Kabarettist in und um Mannheim, sowohl Solo als auch im Kabarett-Trio „Die Allergiker“, denen er von 1992 bis 2004 angehörte. Nach diesen ersten Erfolgen startete Frederic Hormuth 1998 mit seinem ersten bundesweit gespielten Programm „Kabarazzo“ seine Solokarriere. Seitdem schreibt er etwa alle zwei Jahre ein neues Soloprogramm, mit dem er dann auf Tour geht. Seit 2005 produziert er zusätzlich zum Ende jeden Jahres seinen Jahresrückblick „Wie war’s für dich?“.
Neben seinen deutschlandweiten Auftritten war er auch mit Beiträgen im Fernsehen, zum Beispiel bei Ottis Schlachthof im BR, beim Kleinkunstfestival der Wühlmäuse im RBB und weiteren Sendungen zu sehen.
Als Texter und Co-Autor war bzw. ist Hormuth für verschiedene Kollegen wie Didi Saxer, Ingo Börchers, Lutz von Rosenberg Lipinsky, Christoph Brüske und Britta von Anklang sowie als Regisseur auch für Daniel Helfrich, Einhart Klucke und das Mannheimer Kabarett Dusche tätig, ebenso als Co-Autor (2005–2011) für Bülent Ceylan. Darüber hinaus schrieb er lange Zeit einen täglichen Internet-Blog sowie Kolumnen für den Mannheimer Morgen.

## Auszeichnungen
- 1998 Kabarett Kaktus, 1. Platz[2]
- 1999 Reinheimer Satirelöwe, 1. Platz mit dem Kabarett-Trio „Die Allergiker“[3]
- 1999 Passauer Scharfrichterbeil, 3. Platz[4]
- 1999 Das Schwarze Schaf, 3. Platz[5]
- 1999 Kleinkunstpreis Baden-Württemberg mit dem Kabarett-Trio „Die Allergiker“ (Bestes Nachwuchskabarett)
- 2015 Hallertauer Kleinkunstpreis, 1. Platz[6]

## Soloprogramme
- 1998 Kabarazzo
- 2000 100 % DU
- 2001 Endstation Sinnsucht
- 2003 Schnell zur Sache
- 2005 Nett war gestern
- 2005 bis 2013 Jahresrückblick „Wie war´s für Dich?“
- 2007 Runter kommen sie alle
- 2009 Gestöhnt wird überall
- 2011 Charaktersau sucht Trüffelschwein
- 2013 Mensch ärgere dich!

## CD-Veröffentlichungen
- 1998 „Kabarazzo“, Live-Mitschnitt
- 2006 „Nett war gestern“, Live-Mitschnitt
- 2011 „Schräge Weihnachten“, Gastbeitrag: „Wie Weihnachten und Ostern zusammen“
- 2012 „Honigbrot für alle!“, Kabarettsongs in Trio-Besetzung

## Buch-Veröffentlichungen
- 2014 „Mensch ärgere dich!“